# Critics' Choice Television Award de la meilleure actrice dans un second rôle dans une mini-série ou un téléfilm
 (janvier 2020).
Si vous disposez d'ouvrages ou d'articles de référence ou si vous connaissez des sites web de qualité traitant du thème abordé ici, merci de compléter l'article en donnant les références utiles à sa vérifiabilité et en les liant à la section « Notes et références ».
Le Critics' Choice Television Award de la meilleure actrice dans un second rôle dans une mini-série ou un téléfilm (Critics' Choice Television Award for Best Supporting Actress in a Movie/Miniseries) est l'une des récompenses décernées aux professionnels de l'industrie du cinéma par le jury de la Broadcast Television Journalists Association depuis 2012.

## Palmarès

### Années 2010
- 2012 : Julianne Moore pour le rôle de Sarah Palin dans Game Change
  - Gillian Anderson pour le rôle de Miss Havisham dans Great Expectations
  - Patricia Clarkson pour le rôle de Mia dans Five
  - Jessica Lange pour le rôle de Constance Langdon dans American Horror Story
  - Lara Pulver pour le rôle d'Irene Adler dans Sherlock
  - Emily Watson pour le rôle de Janet Leach dans Une femme de confiance

- 2013 : Sarah Paulson pour le rôle de Lana Winters dans American Horror Story : Asylum
  - Ellen Burstyn pour le rôle de Margaret Barrish dans Political Animals
  - Sienna Miller pour le rôle de Tippi Hedren dans The Girl
  - Lily Rabe pour le rôle de la sœur Mary Eunice McKee dans American Horror Story : Asylum
  - Imelda Staunton pour le rôle d'Alma Reville dans The Girl
  - Alfre Woodard pour le rôle de Louisa "Ouiser" Boudreaux dans Steel Magnolias

- 2014 : Allison Tolman pour le rôle de Molly Solverson dans Fargo
  - Amanda Abbington pour le rôle de Mary Watson dans Sherlock: His Last Vow
  - Kathy Bates pour le rôle de Delphine LaLaurie dans American Horror Story: Coven
  - Ellen Burstyn pour le rôle d'Olivia Foxworth dans Flowers in the Attic
  - Jessica Raine pour le rôle de Verity Lambert dans An Adventure in Space and Time
  - Julia Roberts pour le rôle du Dr Emma Brookner dans The Normal Heart

- 2015 : Sarah Paulson pour le rôle de Bette and Dot Tattler dans American Horror Story: Freak Show
  - Khandi Alexander pour le rôle de Viola dans Bessie
  - Claire Foy pour le rôle d'Anne Boleyn dans Wolf Hall
  - Janet McTeer pour le rôle de Dame Julia Walsh dans The Honourable Woman
  - Mo'Nique pour le rôle de Ma Rainey dans Bessie
  - Cynthia Nixon pour le rôle de Marcy Owens dans Stockholm, Pennsylvania

- 2016 : Jean Smart pour le rôle de Floyd Gerhardt dans Fargo
  - Mary J. Blige pour le rôle de Wicked Witch of the West dans The Wiz Life!
  - Laura Haddock pour le rôle de Megan Cantor dans Luther
  - Cristin Milioti pour le rôle de Betsy Solverson dans Fargo
  - Sarah Paulson pour les rôles de Sally McKenna et Billie Dean Howard dans American Horror Story: Hotel
  - Winona Ryder pour le rôle de Vinni Restiano dans Show Me a Hero

- 2016 : Regina King pour le rôle de Terri LaCroix dans American Crime
  - Elizabeth Debicki pour le rôle de Jed Marshall dans The Night Manager
  - Sarah Lancashire pour le rôle de Madge dans The Dresser
  - Melissa Leo pour le rôle de Lady Bird Johnson dans All the Way
  - Anna Paquin pour le rôle de Nancy Holt dans Roots
  - Emily Watson pour le rôle de "Her Ladyship" dans The Dresser

- 2018 : Laura Dern pour le rôle de Renata Klein dans Big Little Lies
  - Judy Davis pour le rôle de Hedda Hopper dans Feud: Bette and Joan
  - Jackie Hoffman pour le rôle de Mamacita dans Feud: Bette and Joan
  - Regina King pour le rôle de Kimara Walters dans American Crime
  - Michelle Pfeiffer pour le rôle de Ruth Madoff dans The Wizard of Lies
  - Mary Elizabeth Winstead pour le rôle de Nikki Swango dans Fargo

- 2019 : Patricia Clarkson pour le rôle d'Adora Crellin dans Sharp Objects
  - Ellen Burstyn pour le rôle de Nadine « Nettie » Fox dans The Tale
  - Penélope Cruz pour le rôle de Donatella Versace dans The Assassination of Gianni Versace: American Crime Story
  - Julia Garner pour le rôle de Terra Newell dans Dirty John
  - Judith Light pour le rôle de Marilyn Miglin dans The Assassination of Gianni Versace: American Crime Story
  - Elizabeth Perkins pour le rôle de Jackie O'Neill dans Sharp Objects

### Années 2020
- 2020 : Toni Collette pour le rôle de Grace Rasmussen dans Unbelievable
  - Patricia Arquette pour le rôle de Dee Dee Blanchard dans The Act
  - Marsha Stephanie Blake pour le rôle de Linda McCray dans When They See Us
  - Niecy Nash pour le rôle de Delores Wise dans When They See Us
  - Margaret Qualley pour le rôle d'Ann Reinking dans Fosse/Verdon
  - Emma Thompson pour le rôle de Vivienne Rook  dans Years and Years
  - Emily Watson pour le rôle d'Ulana Khomyuk  dans Chernobyl

- 2021 : Uzo Aduba pour le rôle de Shirley Chisholm dans Mrs. America
  - Betsy Brandt pour le rôle de Caitlin Jones dans Soulmates
  - Marielle Heller pour le rôle d'Alma Wheatley dans Le Jeu de la dame (The Queen's Gambit)
  - Winona Ryder pour le rôle d'Evelyn Finkel dans The Plot Against America
  - Tracey Ullman pour le rôle de Betty Friedan dans Mrs. America

- 2022 : Jennifer Coolidge – The White Lotus
  - Kaitlyn Dever – Dopesick
  - Kathryn Hahn – WandaVision
  - Melissa McCarthy – Nine Perfect Strangers
  - Julianne Nicholson – Mare of Easttown
  - Jean Smart – Mare of Easttown

- 2023 : Niecy Nash-Betts – Monstre
  - Claire Danes – Fleishman Is in Trouble
  - Dominique Fishback – Les Derniers Jours de Ptolemy Grey
  - Betty Gilpin – Gaslit
  - Melanie Lynskey – Candy
  - Juno Temple – The Offer

- 2024 : Maria Bello pour le rôle de Jordan Forster dans Acharnés (Beef)
  - Billie Boullet pour le rôle d'Anne Frank dans Une lueur d'espoir (A Small Light)
  - Willa Fitzgerald pour le rôle de la jeune Madeline Usher dans La Chute de la maison Usher (The Fall of the House of Usher)
  - Aja Naomi King pour le rôle de Harriet Sloane dans Lessons in Chemistry
  - Mary McDonnell pour le rôle de Madeline Usher dans La Chute de la maison Usher (The Fall of the House of Usher)
  - Camila Morrone pour le rôle de Camila Alvarez dans Daisy Jones and The Six

- 2025 : Jessica Gunning pour le rôle de Martha Scott dans Mon petit renne (Baby Reindeer)
  - Dakota Fanning pour le rôle de Marge Sherwood dans Ripley
  - Leila George pour le rôle de la jeune Catherine Ravenscroft dans Disclaimer
  - Betty Gilpin pour le rôle de Lina dans Three Women
  - Deirdre O'Connell pour le rôle de Francis Cobb dans The Penguin
  - Kali Reis pour le rôle de Evangeline Navarro dans True Detective: Night Country